# Церква Сергія Радонезького (Великий Новгород)
Церква Сергія Радонезького (рос. Церковь Сергия Радонежского) у Великому Новгороді знаходиться на території Новгородського Дитинця на Владичному дворі, між Часозвонею і корпусом Вікаріїв. Не діє, її приміщення використовуються як сховище Новгородським музеєм-заповідником.

## Історія
Надбрамна церква Сергія Радонезького побудована, за різними даними, в 1459-1460 рр. або в 1463 році архієпископом Іоною. Церква перебудовувалася наприкінці XVII століття (перероблені верхня частина, вікна і ніші), в середині XVIII століття (виконані покриття купола в стилі бароко і маленька дерев'яна голова), в 1880-х роках (перебудована вівтарна частина, надбудований основний обсяг). Храм був розписаний відразу по закінченні будови, новий розпис виконано наприкінці XVII — початку XVIII століття, ще один розпис олійними фарбами — при перебудові 1880-х років. Розпис складався з мініатюрних композицій, що ілюстрували житіє Сергія Радонезького. Після Великої Вітчизняної війни церква пристосована під житло. Ремонтно-реставраційні роботи проведені у 1945-1947 рр. під керівництвом С. Н. Давидова, в 1970-х роках — під керівництвом Г. М. Штендера. У 1971 році були проведені дослідження з виявлення стародавнього живопису. На початку XVIII століття церква перебудовується. У 1888 році, під час розбирання Євфім'євського корпусу, знищена її вівтарна частина.

## Архітектура
Невелика церква відноситься до надбрамних безстовпних одноголових одноапсидних церков. Вона є однією з найстаріших збережених російських надбрамних церков. Будівля побудована з цегли розміром 25-27 x 14,5 x 5,5 див. Первісне покриття відрізнялося від сучасного, було восьмискатним, крутим. На південному фасаді два вікна. Вхід до церкви з півночі  — через будівлю XIX століття, а також із заходу — через другий ярус часозвоні.
Інтер'єр складається з двох частин: маленького приміщення, перекритого коробовим склепінням, що складає основний обсяг храму, і прямокутної в плані апсиди. Апсида з'єднується з основним об'ємом тріумфальною аркою напівциркульного обрису. Під час реставрацій розкрито давні деталі: портали, вікна, ніші. Відновлено вікно XV століття і вікно XVII століття на південному фасаді.